# Trinity McCray
Trinity McCray (30 de novembre de 1987) és una lluitadora professional estatunidenca que treballa a la World Wrestling Entertainment, lluitant en el seu territori de desenvolupament Florida Championship Wrestling. Entre els seus triomfs destaca un regnat com a Campionat de Dives de la FCW, sent la campiona inaugural d'aquest títol.

## World Wrestling Entertainment

### 2009
Va debutar a la FCW sota el nom de Naomi Night el mes d'agost. Durant tot l'any va tenir bastants combats individuals i en parella.

### 2010
Va participar en un torneig que coronaria a la primera Campiona de Dives de la FCW. En els quarts de final va eliminar a Liviana. A la semifinal va eliminar a Savannah. En la final del torneig va derrotar a Serena guanyant el campionat i convertint-se en la primera Campiona de dives de la FCW.
Va començar un enfrontament amb la Reina de la FCW April Jeanette, enfront a la qual va retenir el seu campionat.
El 31 d'agost es va anunciar que participaria en la tercera temporada de NXT amb Kelly Kelly com a mentora. Va quedar entre les dues concursants finals de NXT, però no va aconseguir guanyar.
El 16 de desembre va perdre el Campionat de Dives de la FCW enfront a April Jeanette.

## Campionats i triomfs
- Florida Championship Wrestling
  - FCW Divas Championship (1 vegada)
- Pro Wrestling Illustrated
  - Situada en el Nº48 en el PWI Female 50 de 2010